# Bộ Chính trị Đảng Cộng sản Trung Quốc khóa VI
Đại hội Đảng Cộng sản Trung Quốc lần thứ 6 họp tại Moskva từ ngày 18 tháng 6 đến ngày 11 tháng 7 năm 1928. Đại biểu dự đại hội cả thảy có 142 người, trong đó đại biểu chính thức có quyền biểu quyết là 84 người (58 người khác không có quyền biểu quyết). Đại hội đã bầu ra Ủy ban Trung ương mới: Ủy viên Trung ương 23 người, Ủy viên dự khuyết Trung ương 13 người.
Bộ Chính trị Đảng Cộng sản Trung Quốc khóa 6 do Ủy ban Trung ương Đảng Cộng sản Trung Quốc bầu ra tại Hội nghị lần thứ nhất khóa VI ở Moskva vào ngày 19 tháng 7 năm 1928. Chủ tịch là Hướng Trung Phát.
1. Hướng Trung Phát: Chủ tịch BCT kiêm Chủ tịch Ban Thường vụ Trung ương.
2. Chu Ân Lai: Tổng thư ký Ủy ban thường vụ Bộ chính trị Trung ương
3. Tô Triệu Chinh
4. Hạng Anh
5. Thái Hoà Sâm
6. Cù Thu Bạch
7. Trương Quốc Đào

7 ủy viên dự khuyết BCT là:
Lý Lập Tam, Quan Hướng Ứng, La Đăng Hiền, Bành Bái, Dương Yên, Lư Phúc Thản, Từ Tích Căn.
Sau một thời gian, bổ sung vào Bộ Chính trị Lý Lập Tam, Từ Tích Căn, Cố Thuận Chương, Viên Bỉnh Huy. Lý Lập Tam giữ chức Trưởng Ban Tuyên truyền, ủy viên Thường vụ Bộ Chính trị nắm thực quyền lãnh đạo Đảng cho đến tháng 9 năm 1930.
Hội nghị toàn thể TƯ Đảng lần thứ 3 khóa VI, từ ngày 24 đến ngày ngày 28 tháng 9 năm 1930, do Cù Thu Bạch chủ trì, phê phán đường lối tả khuynh của Lý Lập Tam. Hội nghị đã bầu ra Bộ Chính trị gồm: Hướng Trung Phát, Chu Ân Lai, Cù Thu Bạch, Hạng Anh, Trương Quốc Đào, Quan Hướng Ứng, Lý Lập Tam. Thường vụ BCT gồm Hướng Trung Phát, Chu Ân Lai, Cù Thu Bạch.
Hội nghị lần thứ 4 khóa VI họp ngày ngày 7 tháng 1 năm 1931 tại Thượng Hải đã bầu ra Bộ Chính trị gồm 9 người: Hướng Trung Phát, Chu Ân Lai, Trương Quốc Đào, Hạng Anh, Từ Tích Căn (sau này phản bội), Lư Phúc Thản (sau này phản bội), Nhiệm Bật Thời, Vương Minh, Trần Vân.
Ngày ngày 21 tháng 6 năm 1931: Hướng Trung Phát bị bắt ở Thượng Hải và bị Quốc Dân Đảng xử tử ngày 24-6. Vương Minh làm Quyền Tổng Bí thư.
BCT tháng 6-1931: Lư Phúc Thản, Chu Ân Lai, Lưu Thiếu Kỳ, Trương Văn Thiên.
BCT tháng 9-1931: Bác Cổ, Trương Văn Thiên, Lư Phúc Thản. Bác Cổ (tức Tần Bang Hiến) thay thế Vương Minh làm Tổng Bí thư.
BCT lâm thời ở Thượng Hải sau khi Vương Minh đi Liên Xô (ngày 18 tháng 10 năm 1931): Chu Ân Lai, Bác Cổ (Tần Bang Hiến), Trương Văn Thiên, Lư Phúc Thản, Lý Trúc Thanh, Triệu Dung (tức Khang Sinh), Trần Vân. Bác Cổ làm Bí thư.
Hội nghị toàn thể TƯ Đảng lần thứ 5 khóa VI họp tại Thụy Kim từ ngày 15 đến ngày 18 tháng 1 năm 1934 đã bầu BCT gồm 12 người: Bác Cổ, Trương Văn Thiên, Chu Ân Lai, Hạng Anh, Vương Minh, Trần Vân, Khang Sinh, Nhiệm Bật Thời, Trương Quốc Đào, Mao Trạch Đông, Cố Tác Lâm, Chu Đức. Các ủy viên dự khuyết BCT: Vương Gia Tường, Lưu Thiếu Kỳ, Quan Hướng Ứng, Đặng Phát (Khải Phong). Thường vụ BCT (đổi thành Ban Bí thư): Bác Cổ, Trương Văn Thiên, Chu Ân Lai, Hạng Anh.
Hội nghị BCT mở rộng tại Tuân Nghĩa họp từ 15 đến ngày 17 tháng 1 năm 1935 đã bầu BCT gồm Trương Văn Thiên, Mao Trạch Đông, Chu Ân Lai, Bác Cổ, Trần Vân. Trương Văn Thiên (tức Lạc Phủ) lên làm Tổng Bí thư (“Tổng Phụ trách”).
Tại Hội nghị Bộ Chính trị ngày 20 tháng 3 năm 1943 tại Diên An, Mao Trạch Đông giữ chức Chủ tịch Ủy ban Trung ương Đảng, Chủ tịch Bộ Chính trị, Chủ tịch Ban Bí thư.
Thường vụ BCT được bầu tại Hội nghị toàn thể 7 khóa VI tại Diên An, từ ngày 21 tháng 5 năm 1944 đến ngày 20 tháng 4 năm 1945: Mao Trạch Đông, Chu Đức, Lưu Thiếu Kỳ, Chu Ân Lai, Nhiệm Bật Thời.